# Guttorm I de Noruega
Guttorm I o Guttorm Sigurdsson (en nórdico antiguo: Guthormr Sigurðarson; 1199-Trondheim, 11 de agosto de 1204) fue rey de Noruega en 1204. Era hijo de Sigurd Lavard y nieto del rey Sverre I.

## Biografía
Guttorm fue nombrado en Nidaros rey de la facción de los birkebeiner quienes controlaban el país en la primera mitad de 1204, después de la muerte de su tío el rey Haakon III, quien aparentemente no tenía descendientes. Siendo Guttorm un niño de sólo cuatro años, el verdadero líder de los birkebeiner fue Haakon «el Loco», comandante del ejército y tutor del rey.
En ese mismo tiempo se levantaron nuevamente en armas los bagler, el partido enemigo de los birkebeiner, bajo el liderazgo de Erling Steinvegg.
Guttorm enfermó repentinamente en agosto de 1204 y el día 11 de ese mes falleció. Fue sepultado en la Catedral de Nidaros.